# 라인란트 점령
라인란트 점령(영어: Occupation of the Rhineland)은 제1차 세계 대전의 승전국인 연합국이 1918년 12월 1일부터 1930년 6월 30일까지 독일의 라인강 서쪽 지역과 그 동쪽의 4개 교두보를 장악했던 일이다. 점령은 콩피에뉴 휴전 협정, 베르사유 조약, 그리고 베르사유 조약과 동시에 체결된 라인란트 점령에 관한 병행 협정에 의해 부과되고 규제되었다. 라인란트는 라인강 동쪽으로 50킬로미터에 이르는 지역과 함께 비무장화되었고, 프랑스 위원이 이끄는 연합군 라인란트 고등판무관 위원회의 통제하에 놓였으며, 위원회는 벨기에, 영국, 미국(미국은 참관인 역할만 함)에서 각각 한 명의 위원을 두었다. 점령의 목적은 프랑스와 벨기에가 장래 독일의 공격에 대한 안보를 확보하고 독일의 배상 의무에 대한 보증으로 작용하는 것이었다. 독일이 1922년에 배상금 지급을 연체하자, 점령은 확대되어 1923년부터 1925년까지 산업 지역인 루르 계곡을 포함하게 되었다.
점령 초기에는 프랑스의 지원을 받은 일부 분리주의 운동들이 독립적인 라인란트 공화국을 수립하려 시도했지만, 대중적 지지는 미미했다. 점령군과 독일 주민들 사이의 관계는 종종 긴장 상태였으며, 특히 프랑스와 벨기에 점령 지역에서 미국과 영국 점령 지역보다 더 심했다. 프랑스와 독일 모두 대규모 선전 캠페인을 벌였는데, 프랑스는 라인란트 주민들을 자기 편으로 끌어들이려 했고 독일은 점령에 대한 국내외 감정을 자극하려 했다. 독일의 선전전에는 흑인 프랑스 식민군에 대한 인종차별적 공격이 포함되었다.
1925년 말 독일의 서부 국경을 확정한 로카르노 조약이 체결된 후, 1926년 1월 쾰른 주변의 북부 점령 지역이 철수되었다. 1923년 미국이 프랑스에 넘겨준 코블렌츠 지역은 1929년 11월에 철수되었다. 1929년 영 플랜에서 배상금에 대한 "최종" 합의가 이루어진 후, 라인란트 점령은 1930년 6월 30일에 종료되었는데, 이는 베르사유 조약에서 원래 정해진 기간보다 5년 빠른 것이었다.

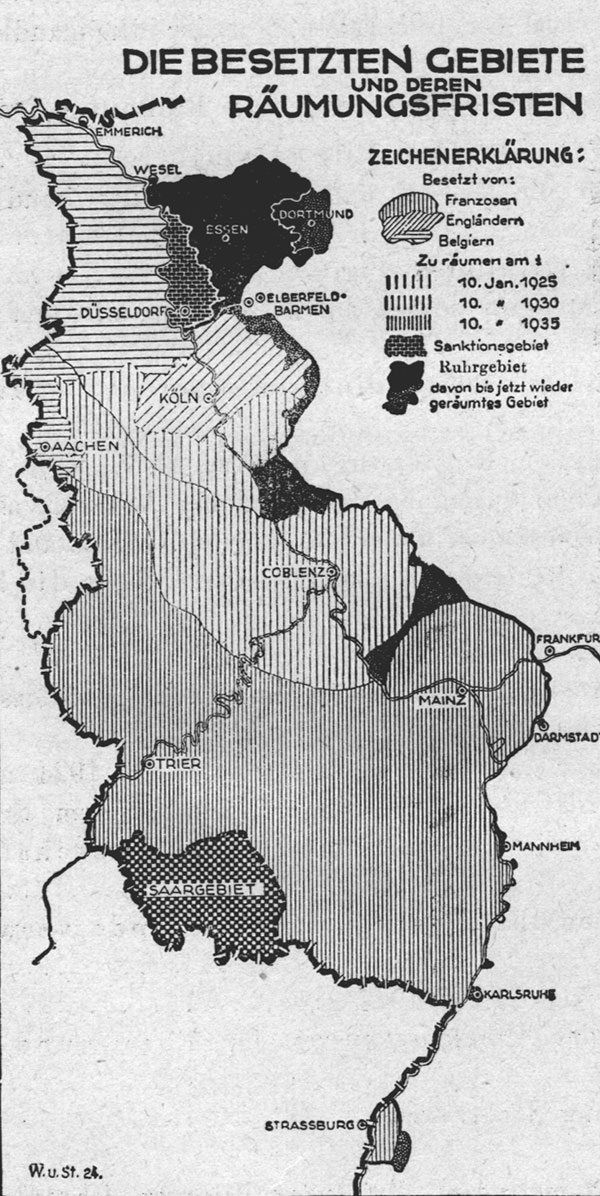
라인란트와 자르 지역의 점령:
세로 줄무늬: 프랑스, 현재 코블렌츠 주변의 이전 미국 지역 포함
가로 줄무늬: 벨기에
대각선 줄무늬: 영국
어둡게 표시된 부분: 루르, 프랑스와 벨기에 공동 점령
어두운 점선: 자를란트, 또한 프랑스령이지만 국제연맹의 후원 하에 있음

## 연혁
- 1918년 11월 11일: 제1차 세계 대전 전투 종결을 위한 휴전 협정 체결
- 1919년 6월 28일: 베르사유 조약 및 라인란트 협정 체결[1]
- 1920년 1월 10일: 베르사유 조약 및 라인란트 협정 발효; 연합군 라인란트 고등판무관 위원회 설립[3]
- 1923년 1월 11일: 루르 점령 시작; 1925년 8월 25일까지 지속
- 1926년 1월: 쾰른 주변 북부 점령 지역 철수[4]
- 1929년 11월: 코블렌츠 주변 중부 지역 철수[5]
- 1930년 6월 30일: 마인츠 주변 남부 지역 철수, 점령 종료[6]
- 1936년 3월 7일: 아돌프 히틀러 치하 라인란트의 재무장[7]

## 배경

### 베르사유 협상
1919년 1월 베르사유에서 시작된 평화 협상에서 프랑스 총리 조르주 클레망소는 프랑스와 독일의 국경을 라인강으로 확정하려 했다. 라인강 서안의 모든 영토는 독일에서 분리되어 프랑스와 동맹을 맺은 하나 이상의 주권 국가를 형성해야 한다고 주장했다. 그는 이 구상(페르디낭 포슈 장군에게서 비롯된)을 독일에 대한 안보를 유지하는 유일한 방법으로 보았으며, 독일이 100년 동안 네 번(1814, 1815, 1870, 1914) 프랑스를 침공했다고 언급했다.
클레망소는 동맹국들을 설득하여 이 제안을 받아들이게 할 수 없었다. 미국 대통령 우드로 윌슨은 민족자결주의의 권리를 옹호하며 독일인들에게 이를 거부해서는 안 된다고 말했다. 영국 총리 데이비드 로이드 조지는 이 합의가 "알자스-로렌이 앙심을 품었던 것처럼 불의의 유산을 남기지 않기를" 원했다.
타협안으로, 미국과 영국은 독일이 다시 프랑스를 공격할 경우 프랑스 편에서 전쟁에 참전하기로 합의했다. 클레망소는 점령 기간을 최대 15년으로 제한하는 것을 수락했다. 철수 전제 조건으로 독일은 평화 조약의 요구 사항을 이행하고 배상 의무를 제때 이행해야 했다. 따라서 점령의 기능은 독일을 약화시키는 수단에서 독일의 배상 의무를 위한 협상 카드로 변경되었다.

### 조약 조항
베르사유 조약 제42조는 라인강 서안과 "라인강 동쪽으로 50킬로미터 떨어진 선 서쪽의 우안"을 비무장화하도록 규정했다. 라인란트 점령과 관련된 구체적인 조항은 제428조부터 제432조에 명시되어 있다. 핵심 조항(428조)은 다음과 같다:

독일이 본 조약을 이행하는 보증으로서, 라인강 서쪽에 위치한 독일 영토와 교두보(쾰른, 코블렌츠, 마인츠, 켈의 교두보, 제429조에 따름)는 본 조약 발효일로부터 15년 동안 연합군과 연합군에 의해 점령될 것이다.
제429조는 독일이 조약에 따른 의무를 이행할 경우, 쾰른 지역(영국 관할)은 5년 후, 코블렌츠 지역(미국 관할)은 10년 후, 그리고 나머지는 15년 후에 철수될 것이라고 덧붙였다.
1919년 6월 28일, 베르사유 조약이 체결된 날, 프랑스, 벨기에, 영국, 미국, 독일은 조약 제432조에 규정된 바와 같이 "라인 영토의 군사 점령에 관한" 별도의 협정을 체결했다.
라인란트 협정의 13개 조항에는 다음 내용이 포함되었다:
- 1918년 휴전 협정 조항에 따른 라인강 서안 점령[14]은 계속된다.
- 해당 지역에는 독일군이 주둔할 수 없으며, 즉 비무장화된다.
- 연합군 라인란트 고등판무관 위원회(IARHC)는 점령된 라인란트에서 연합국의 최고 대표로 구성된다. 위원회는 벨기에, 프랑스, 영국, 미국에서 각각 1명의 위원으로 구성된다. 위원회는 필요하다고 판단하는 조례를 발표할 수 있다.
- 독일은 점령군에 대한 범죄를 제외하고는 민형사 관할권을 유지하며, 이 범죄는 연합군 군사 관할권에 속한다.
- 민간 행정 또한 독일의 수중에 남아 있으며, IARHC가 점령 필요상 달리 필요하다고 판단하는 경우를 제외한다.
- 독일은 점령 비용을 부담해야 한다.
- 연합군은 독일 군사 시설에 주둔한다. 만약 시설이 부족하다고 판단되면, 점령 당국은 필요하다고 판단하는 모든 시설을 점유할 수 있다. 민간 및 군 장교와 그 가족은 독일 민간인에게 숙소를 제공받을 수 있다.
- IARHC는 필요하다고 판단하는 모든 장소와 시간에 계엄령을 선포할 수 있다. 군 당국은 질서가 위협받을 때 질서를 회복하는 데 필요하다고 판단하는 수단을 사용할 수 있다.

## 점령
점령된 라인란트는 독일 전체 면적의 6.5%를 차지했으며 약 7백만 명의 인구가 거주했다. 베르사유 조약 협상이 진행 중인 동안, 이 지역은 계엄령 상태였고 점령군 수는 약 24만 명(프랑스군 22만 명, 벨기에군 2만 명)이었다. 조약 발효 1년 후인 1920년 2월까지 그 수는 프랑스군 9만 4천 명, 벨기에군 1만 6천 명으로 감소했다.
1920년 3월과 4월에 루르 지역에서 발생한 격렬한 노동자 봉기는 준군사조직인 자유군단 부대의 지원을 받은 독일 국가방위군에 의해 진압되었다. 라인강 동쪽의 비무장지대로 독일군이 침입한 것에 대한 반응으로, 프랑스군은 1920년 4월 6일부터 프랑크푸르트암마인, 다름슈타트 및 기타 몇몇 소도시를 일시적으로 점령했다. 독일의 배상금 의무 불이행의 결과로 1923년부터 1925년까지 훨씬 더 실질적인 루르 점령이 이루어졌다; 해당 점령 부분은 아래 §루르를 참조.

### 연합군 라인란트 고등판무관 위원회

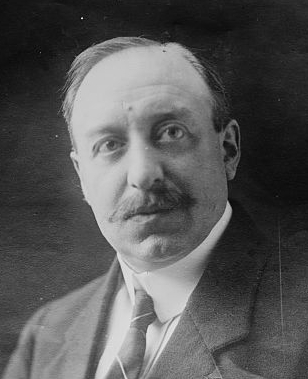
폴 티라르, 연합군 라인란트 고등판무관 위원회 프랑스 의장

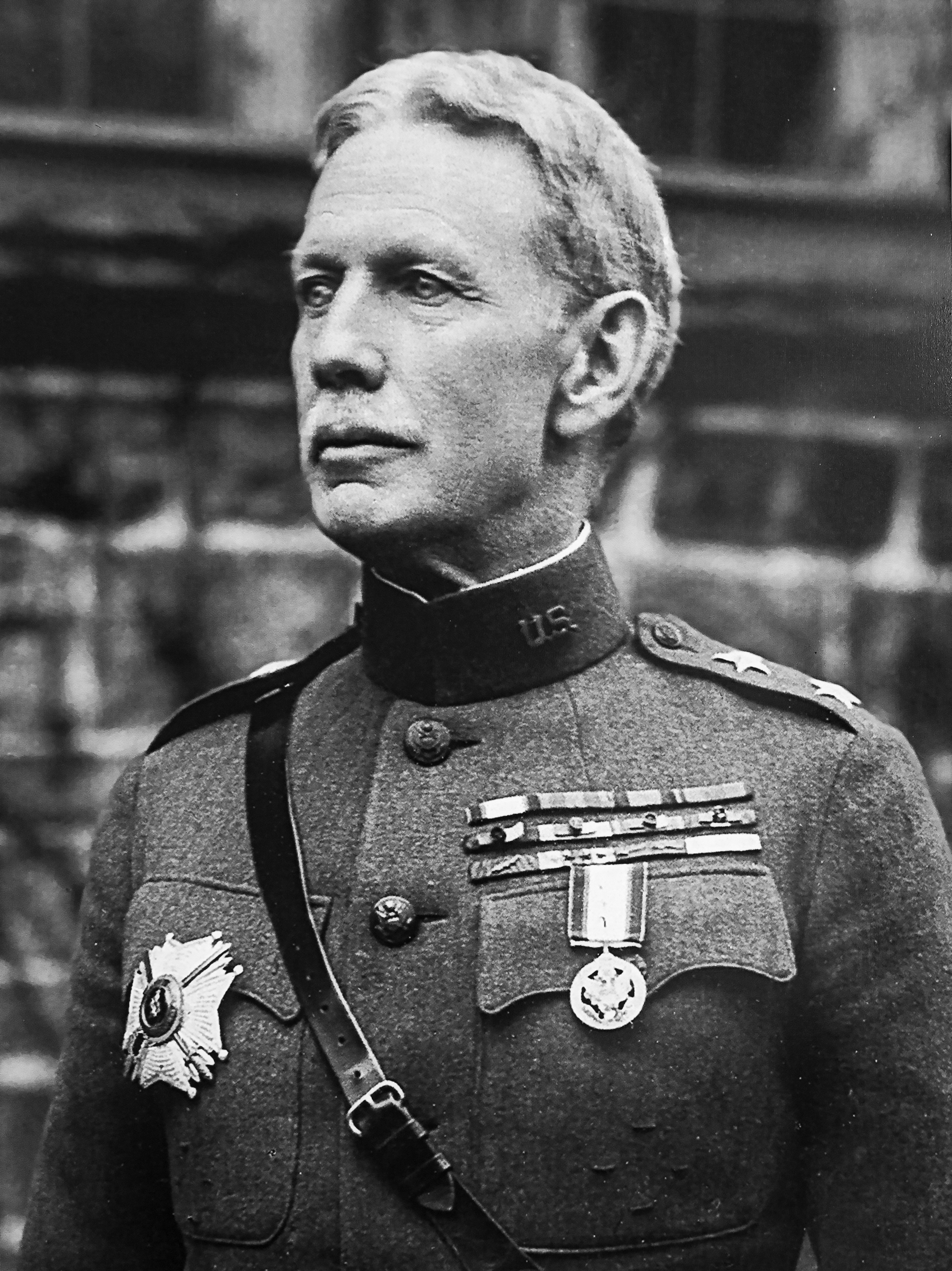
라인란트 주둔 미국 점령군의 총사령관인 헨리 T. 앨런

코블렌츠에 본부를 둔 연합군 라인란트 고등판무관 위원회(IARHC)는 프랑스 고등판무관 폴 티라르가 이끌었다. 이 위원회는 자신들을 지원하는 정부들로부터 독립적인 민간 기관으로 구상되었다. 미국 상원이 베르사유 조약을 비준하지 않았기 때문에, 미국 대표인 헨리 튜어맨 앨런 장군은 위원회에서 비공식 참관인일 뿐이었지만, 그 또는 대리인이 모든 위원회 회의에 참석했으며, 앨런이 참석할 때는 자신의 의견을 자유롭게 표명했다. 점령 영토의 대부분이 속했던 프로이센 자유주의 요청으로, 독일의 이익은 새로 설립된 점령된 라인 지역을 위한 제국 위원 사무실에 의해 대표되었다. 초대 프로이센 주 위원은 카를 폰 슈타르크였으며, 1921년 헤르만 폰 하츠펠트-빌덴부르크가 뒤를 이었다. 바이에른주도 일부 영토가 점령되었기 때문에 주 위원을 두었다.
점령군 보호를 위해 위원회에 부여된 입법권은 정확히 정의되지 않았다. 위원회는 라인란트에 영향을 미치는 국내법과 라인란트 관리들이 발행한 법령을 승인하고 수정할 권한을 가졌으며, 이는 사실상 점령된 라인란트의 최고 공공 권한이 되었다. 위원회는 해당 지역 독일 행정관 옆에 배치된 지구 대표 체계를 통해 점령 영토 내 독일 행정을 감독했다.
1921년 3월, 독일은 점령 지역 관련 업무를 처리하기 위해 내무부에 특별 부서를 신설했다. 1923년 8월, 이 부서는 각료급인 점령 지역 제국부가 되었다. 이 부서는 점령 세력, 특히 IARHC와의 관계에서 독일의 이익을 보호하고 베를린 정부에서 점령 지역의 이익을 대변하는 임무를 맡았다.

### 분리주의
평화 협상이 진행 중인 동안에도 라인란트에서는 분리주의 운동이 일어났다. 분리주의는 일반적으로 프랑스 정부의 문화 선전 프로그램의 일환으로 지지되었다. 고등판무관 티라르는 처음에는 독립적인 라인 국가를 선호했다. 대부분의 프랑스와 벨기에 당국은 그에게 동의하거나 적어도 라인란트가 프로이센 주로부터 분리되기를 원했으며, 영국과 미국은 그러한 제안을 받아들이기를 주저하거나 아예 반대했다.
한스 아담 도르텐은 제1차 세계 대전에 참전했던 독일 변호사로, 1919년 6월 1일 독립된 라인 공화국을 선포했으나 지지 기반이 약해 곧 실패했다. 그는 같은 해 후반에 라인란트를 독일 내의 별개 주로 만들려고 시도했지만 역시 성공하지 못했다. 1923년 프랑스 수비대 휘하에 분리주의 정부를 수립하려는 무관한 시도도 대중적 지지 부족으로 빠르게 끝났다. 실패의 한 가지 이유는 가톨릭 중앙당이 이 지역에서 상당한 영향력을 가졌고 분리주의 운동을 지지하지 않았기 때문이다.
분리주의와 관련된 가장 심각한 사건은 뒤셀도르프 피의 일요일로 알려지게 되었다. 1923년 9월 30일, 수천 명의 분리주의자들이 프랑스 보호령 아래의 라인 공화국 지지를 위해 시내를 행진했다. 미상 발원지에서 총성이 발사된 후, 프랑스군이 분리주의자들을 지원하러 왔다. 최소 10명이 사망하고 150명이 부상당했다. 프랑스 군사 법원은 나중에 여러 뒤셀도르프 경찰관에게 장기 징역형을 선고했다.
분리주의 운동은 1924년 초에 종식되었다.

### 루르

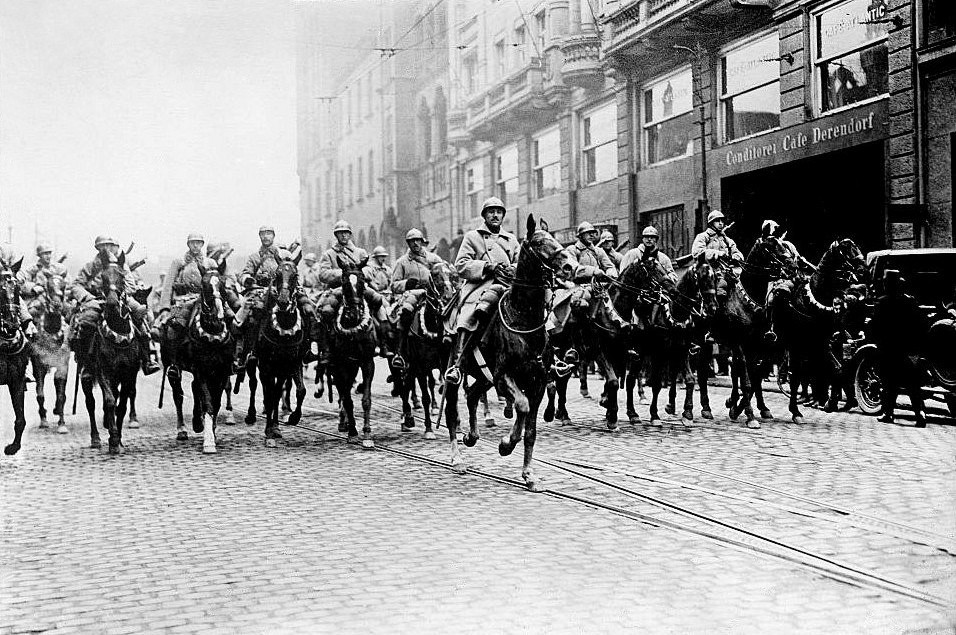
루르 점령 중 에센에 진입하는 프랑스군

1923년 1월 11일, 독일이 베르사유 조약에 따른 배상금 지급을 연체하자 프랑스와 벨기에군은 라인강 동쪽의 산업 지역인 루르를 점령했다. 계엄령이 선포되었고, 지방 정부는 프랑스의 통제하에 놓였으며, 공장 및 광산 연합 통제 사절단(MICUM)이 제철소와 광산의 행정을 인수했다. 독일은 수동적 저항 정책으로 대응했다. 공장과 광산의 작업은 중단되었고, 독일 정부는 추가 화폐 발행을 통해 지역의 실업 노동자들을 지원했는데, 이는 독일 경제를 거의 파탄시킨 초인플레이션으로 이어졌다. 루르 점령 기간 동안 132명의 독일인이 사망했고 약 18만 8천 명이 집에서 쫓겨났다.
프랑스 경제 또한 루르 점령 기간 동안 어려움을 겪었다. 프랑스는 영국과 미국에 도움을 요청했고, 이들은 함께 도스 플랜을 개발했다. 이는 독일의 배상금 지급을 줄이고 재조정했으며, 프랑스는 루르에서 철수하는 데 동의했다. 철수는 1925년 8월 25일에 완료되었다.

### 독일-연합국 관계
독일 주민들과 점령군 간의 관계는 초기에 가장 어려웠다. 특히 프랑스군은 계엄령, 통금, 독일 내 다른 지역과의 통신 제한, 독일 관리의 프랑스 장교 경례 의무 등 강경한 조치를 사용했다. 주둔으로 인해 주택과 식량 부족이 발생했으며, 아헨과 같은 일부 도시는 너무 혼잡하여 주민들에게는 주둔지처럼 느껴졌다. 사소한 폭력 사태가 자주 발생했다. 조약 조건에 따라 허용되는 "바람직하지 않은 자"의 추방으로 인해 4만 가구주와 11만 명의 가족 구성원이 프랑스 점령 지역을 떠나야 했다(루르 점령은 제외한 수치).
벨기에는 친교에 대해 가장 제한적이었지만, 프랑스는 경우에 따라 "혼합" 결혼을 허용했다. 그럼에도 불구하고 그들은 성폭력에 대한 거의 모든 비난을 부인했으며, 심지어 군 내부에서 처벌이 내려진 경우에도 그랬다. 친교를 맺은 독일인들은 자기 공동체 내에서 낙인찍히거나 물리적 폭력에 직면할 수 있었다.

### 선전
양측은 점령 기간 동안 선전을 광범위하게 사용했다. 독일 내 프랑스 친화적 및 분리주의 감정이 프랑스가 생각했던 것만큼 강하지 않았기 때문에, 초기에 이를 활용하려는 시도는 실패했다. 폴 티라르는 프랑스 정부와 거의 독립적으로 진행된 캠페인에서 문화 행사 및 특별 혜택을 포함한 "평화적 침투" 정책을 통해 독일인들을 자기 편으로 끌어들이려 노력했다. 그는 독일 라인란트 주민과 프랑스 국민 모두에게 이 지역을 프랑스에 합병하는 것이 양측 모두에게 이득이 될 것이라고 설득하고 싶었다. 코블렌츠에 언론 기관이 설립되었고, 마인츠에서는 독일과 프랑스 간의 "정신적 연결"을 되살리는 것을 목표로 하는 이중 언어 잡지가 발행되었다. 점령 지역에서는 프랑스어 강좌도 개설되었다. 티라르의 선전 노력은 라인란트나 프랑스 모두에서 전반적으로 거의 효과가 없었지만, 독일 언론은 이를 프랑스에 대항하는 감정적인 주제로 삼았다.

독일의 선전 캠페인은 1923년 8월 내각급 점령 지역부가 설립되고 라인강 국민복지회(Rheinische Volkspflege)가 그 통제하에 놓일 때까지 제대로 조정되지 않았다. Rheinische Volkspflege는 1920년에 프랑스 반대 선전을 재정 지원하고 조정하는 비공식적인 위장 조직으로 설립되었다. 이 조직은 점령군 조기 철수를 목표로 하는 민족 해방 투쟁의 일부로 자신들을 보았다. 이 캠페인은 부분적으로 세계 여론을 얻기 위한 것이었다. 수백 개의 출판물에서 굶주린 독일 어린이와 같은 이미지를 사용하여 프랑스에 대한 분노를 불러일으켰다. 루르 점령 시기에는 언어가 종종 과장되기도 했다. 예를 들어 다음 문구와 같다:
우리는 여전히 프랑스와 벨기에 도둑 및 살인자들을 용인할 것인가? 우리는 여전히 프랑스와 벨기에 침입자들이 어디서든 저지르는 잔혹성, 절도 및 살인 행위, 비방, 모독, 추방 및 야만적인 괴롭힘을 참아야 하는가? 그리고 우리는 우리 고국에서 침입한 방탕자들에게 개처럼 취급당해야 하는가? 우리는 여전히 프랑스와 벨기에 침략자들이 [...] 우리 시민들을 학살하는 것을 지켜보아야 하는가? 우리는 여전히 무고한 독일인들을 야만적인 사형 선고, 비인간적인 징역형, 그리고 터무니없는 벌금형에 처하는 피에 굶주린 프랑스와 벨기에 법원들을 감당해야 하는가?

### "라인강의 흑인 공포"

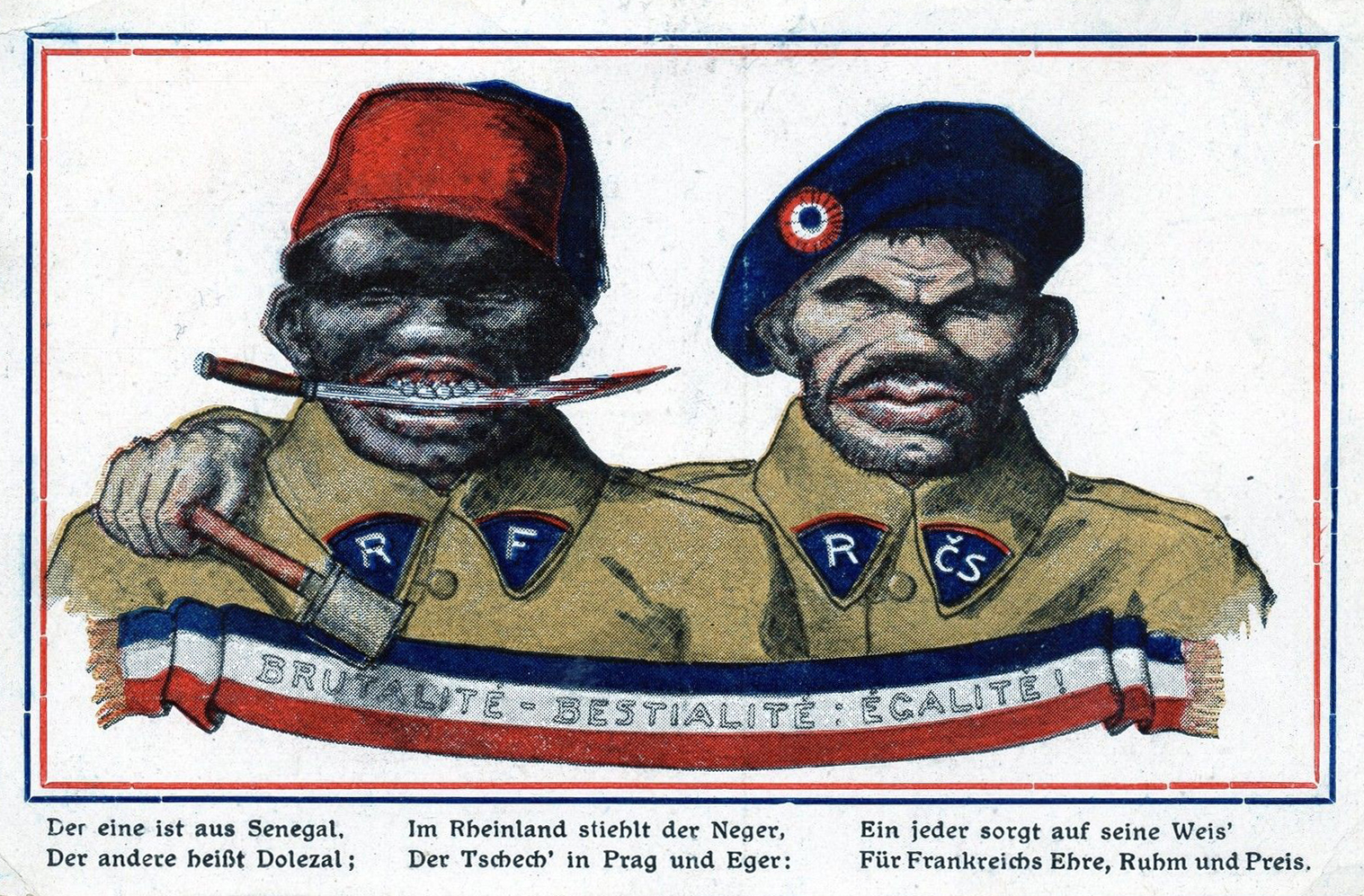
"야만성, 잔인성, 평등". 1923년 1월에 발송된 독일 엽서로, 프랑스군 세네갈 병사와 체코 병사를 묘사하고 있다. 시 구절은 다음과 같다: "하나는 세네갈에서 왔고 / 다른 하나는 돌레잘이라고 불린다 [게으른 체코인을 뜻하는 별명] / 흑인은 라인란트에서 훔치고 / 체코인은 프라하와 에게르에서 / 각자 자신의 방식으로 / 프랑스의 명예, 영광, 찬양을 추구한다."

선전 캠페인 중 가장 주목할 만한 것은 프랑스 점령군의 일부를 구성했던 아프리카 식민 병사들에 대한 인종차별적 호소인 독일의 "라인강의 흑인 공포(Schwarze Schmach)"였다. 이들의 수는 평균 약 2만 5천 명이었고, 대부분 프랑스 북아프리카 식민지 출신이었다. 독일의 선전 공세는 1920년 3월의 실패한 카프 폭동 이후 구체화되었고, 베를린 정부의 지지를 받았으며, 극좌 독일 독립사회민주당과 독일 공산당 (1919년)을 제외하고 정치 스펙트럼 전반에 걸쳐 광범위하게 지지되었다. 선전은 아프리카 "야만인"이 독일 여성과 소녀들을 강간한다고 주장하는 노골적인 묘사를 사용했다. 이른바 범죄는 독일이 전후 승전 연합국에 의해 "복종"당한 것에 대한 은유로 사용되었다. 1920년에서 1921년에 정점을 찍은 선전은 독일 정부가 지원을 줄이고 가장 인종차별적인 요소를 억제할 만큼 국내외에서 충분한 비판을 불러일으켰다. 1923년 초 루르 점령 시기에는 이 선전 캠페인의 특정 부분이 상당히 축소되었다.

### 점령 종식
쾰른 주변의 영국 점령 지역은 1925년 1월에 비워져야 했지만, 독일군의 베르사유 조약에 부과된 무장 감축 요구 사항 준수에 대한 이견 때문에 프랑스에 의해 지연되었다. 로카르노 조약에서 합의된 결과로, 영국군은 1926년 1월에 그들의 지역에서 철수했다. 독일이 독일 배상금 문제 해결을 위한 두 번째 시도에서 협상된 영 플랜을 수락한 후, 연합국은 베르사유 조약에서 정한 날짜보다 5년 빠른 1930년 6월 30일까지 라인란트에서 철수하기로 합의했다. 코블렌츠를 포함한 점령 지역은 1929년 11월에 철수되었고, 마지막 점령군은 1930년 6월 30일에 마인츠 지역에서 철수했다. 철수 후에는 프랑스와 협력했던 분리주의자들과 독일인들 사이에 유혈 사태가 발생했다.
베르사유 조약과 로카르노 조약에 따라(독일은 1925년에 라인강 동쪽 50킬로미터 선 서쪽 영토의 비무장화를 자발적으로 동의함), 이 지역은 1936년 3월 7일 아돌프 히틀러가 조약을 위반하고 독일 국방군을 진주시킬 때까지 비무장지대로 남아 있었다.

## 점령군

### 미국군 (1918~1923)
미국은 모젤강을 따라 라인란트의 중앙 지역과 코블렌츠 교두보를 점령했다. 존 J. 퍼싱 장군(미국 원정군 총사령관)은 이를 위해 제3군을 창설했으며, 1919년 초에는 약 25만 명의 병력으로 구성되었다. 지휘는 조지프 T. 딕맨 소장에게 주어졌다. 미국인들은 코블렌츠의 라인강변 프로이센 정부 건물에 본부를 개설했다. 미국 국기는 라인강 동쪽 제방에 있는 코블렌츠의 에렌브라이트슈타인 요새에 게양되었다.
1919년 7월, 제3군은 해체되고 헨리 튜어맨 앨런 소장 지휘하의 독일 주둔 미군 (AFG)으로 교체되었다. 지속적인 병력 철수 후, AFG는 1919년 말까지 축소된 지역에 약 2만 명의 병력을 보유했다. 프랑스 점령 지역 상황과 비교하여, 미국인들과 독일 주민들 간의 관계는 훨씬 좋았다. 앨런 장군은 1922년에 연합군으로부터 에렌브라이트슈타인 요새를 파괴로부터 구하는 데 참여했다.
1923년 1월 9일, 워런 G. 하딩 행정부 하에서 미국 상원은 독일 주둔 미군 철수 결의안을 통과시켰다. 앨런 장군은 1월 10일에 전보를 받았다. 4년 이상의 점령 끝에, 마지막 미국인들은 1923년 1월에 코블렌츠의 본부를 떠났다. 1월 24일, 에렌브라이트슈타인 요새의 미국 본부에서 국기가 하강되었다. 1월 27일, 미국 앨런 장군은 공식적으로 통제권을 프랑스에 넘겨주었다. 2월 3일, 미국은 앨런 장군을 연합군 라인란트 고등판무관 위원회의 참관인에서 철수시켰다. 2주 후 미국인들은 라인란트를 물리적으로 떠났다.

### 벨기에 점령군

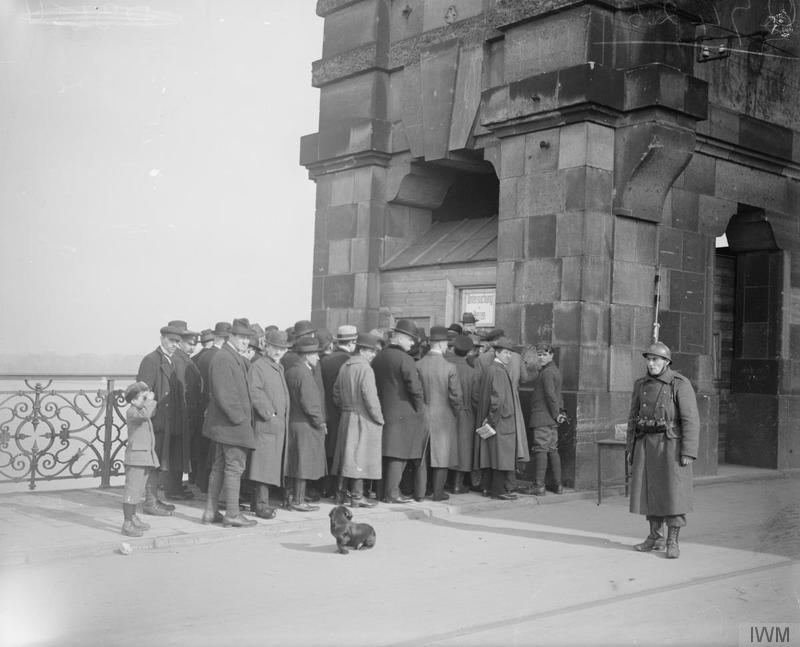
벨기에 병사들에게 총기 수색을 받기 위해 오베르카셀 다리를 건너기 전 기다리는 독일 민간인들

벨기에는 1918년부터 1929년까지 라인란트에 점령군(Armée d'occupation, AO)을 주둔시켰다. 이는 5개 사단 2만 명의 병력으로 구성되었으며 본부는 아헨에 있었고 병력은 크레펠트에 주둔했다. 그들은 아르망 위그의 지휘를 받았다. 벨기에는 1923년 루르 점령에도 참여했다. 1923년 6월 30일, 호흐펠트(현재 뒤스부르크의 일부) 근처 철도 다리 공격으로 11명의 벨기에 병사가 사망했다.
벨기에 점령군은 점령 독일군사보안국(Sûrété militaire en Allemagne occupée, SMAO)이라는 전담 보안 서비스를 유지했는데, 이는 라인 분리주의자들에게 일부 지원을 제공했다. 1921년 3월, SMAO 장교가 독일 보호경찰 장교를 총격 살해한 후, 독일 경찰은 실수로 그라프라는 다른 벨기에 중위를 살해했다.

### 라인 영국군
영국 육군은 1918년 12월 1일 독일 영토에 진입했다. 쾰른은 12월 6일에 진입했으며, 교두보는 12월 12일에 점령되었다. 라인 영국군은 1919년 3월 점령군으로 창설되었다. 쾰른에 본부를 두었으며, 쾰른 포스트를 발행했다. 이들은 1926년 1월에 철수했다.

### 라인 프랑스군
프랑스 제8군과 제10군이 원래 점령에 참여한 프랑스군을 구성했다. 제8군은 오귀스탱 제라르 장군의 지휘를 받았고 팔츠를 점령했다. 제10군은 샤를 망쟁 장군의 지휘를 받았고 마인츠의 본부에서 프랑스 구역의 나머지 지역을 담당했다. 1919년 10월 21일, 이들은 합병되어 라인 프랑스군이 되었다. 1919년, 이탈리아 제22보병사단 "알피" 여단은 구역 최남단에서 프랑스군에 의해 점령 임무에 사용되었다. 프랑스군은 1930년 6월 30일에 점령된 라인란트에서 마지막으로 철수했다.

### 시암 원정군
시암 원정군은 프랑스 지역에 위치한 노이슈타트안데어바인슈트라세에 병력을 주둔하며 1919년까지 점령에 참여했다.

## 같이 보기
- 보틀넥 자유주(라인강 동쪽의 마인츠와 코블렌츠 교두보 사이의 틈에 있는 병목 모양 지역)
- 라인란트 혼혈

## 참고 문헌
- Edmonds, J.E. (1987) [1943]. 《The Occupation of the Rhineland 1918–29》. HMSO. ISBN 978-0-11-290454-0.
- Holzheimer, Marc (2019). 《The American Occupation of the Rhineland, 1918–1923》. Independently Published. ISBN 978-1-09-216093-3.
- Pawley, Margaret (2008). 《The Watch on the Rhine: The Military Occupation of the Rhineland, 1918–1930》. I.B.Tauris. ISBN 978-1-84511-457-2.
- Godfroid, Anne (2023). 《La guerre après la guerre ? l'occupation belge de la rive gauche du Rhin, 1918–1930》. Brussels: Éditions de l'Université de Bruxelles. ISBN 978-2800418452.